# Treppenhaus (Lea-Album)
Treppenhaus ist das dritte Studioalbum der deutschen Singer-Songwriterin Lea. Das Album erschien am 29. Mai 2020 über Treppenhaus Records in Zusammenarbeit mit Four Music.

## Hintergrund
Im Jahr 2019, einen Monat nach Veröffentlichung der Zusammenarbeit mit Capital Bra und Leas erstem Nummer-1-Hit 110, veröffentlichte sie eine Soloversion des Liedes als erste Singleauskopplung des Albums. Im März 2020 folgte der Titeltrack und erreichte Platz 18 in den deutschen Singlecharts. Thema des Songs ist das Festhalten an einer zum Scheitern verurteilten Beziehung. Als dritte und letzte Singleauskopplung vor Veröffentlichung des Albums erschien im Mai 2020 Okay. Im Vorfeld der Veröffentlichung der Deluxeversion erschienen zudem die Titel Beifahrersitz, Das Leben (Du warst schon immer so) und Du tust es immer wieder inklusive Klavierversion als Singles.

## Titelliste
| Nr.          | Titel                       | Autor(en)                                                                                      | Produktion                                     | Länge |
| ------------ | --------------------------- | ---------------------------------------------------------------------------------------------- | ---------------------------------------------- | ----- |
| 1.           | Wenn nur Liebe hilft        | Robin Haefs, Konstantin Scherer, Wim Treuner, Benedikt Ruchay, Vincent Stein, Lea-Marie Becker | Pascal 'Kalli' Reinhardt                       | 3:04  |
| 2.           | Sie                         | Becker, Pascal Reinhardt, Joe Walter                                                           | Pascal 'Kalli' Reinhardt                       | 3:00  |
| 3.           | Treppenhaus                 | Becker, Stein, Scherer, Haefs, Alexander Zuckowski, Treuner                                    | Pascal 'Kalli' Reinhardt                       | 3:08  |
| 4.           | Okay                        | Haefs, Scherer, Treuner, Stein, Becker                                                         | Antonia Rug, Pascal 'Kalli' Reinhardt          | 3:08  |
| 5.           | Kaputt                      | Haefs, Scherer, Treuner, Ruchay, Stein, Becker                                                 | Pascal 'Kalli' Reinhardt                       | 3:14  |
| 6.           | Sylt 98                     | Maximilian Jaeger, Becker, Sera Finale, Daniel Flamm                                           | Max Jaeger                                     | 3:16  |
| 7.           | Deine Nummer                | Becker, Reinhardt, Walter                                                                      | Pascal 'Kalli' Reinhardt                       | 3:12  |
| 8.           | Staub                       | Becker, Sebastian Madsen                                                                       | Daniel Flamm, Robin Grubert                    | 3:49  |
| 9.           | Immer wieder                | Reinhardt, Flamm, Christian Fleps, Franziska Harmsen, Dominik Decker, Becker                   | Pascal 'Kalli' Reinhardt                       | 2:26  |
| 10.          | 7 Stunden (mit Capital Bra) | Jan Bednorz, Capital Bra, Becker, Simon Müller-Lerch, Scherer, Stein, Treuner, Zuckowski       | Djorkaeff, Beatzarre, Phil the Beat            | 2:54  |
| 11.          | 110 (Prolog)                | Becker, Haefs, Scherer, Stein, Treuner, Zuckowski                                              | Pascal 'Kalli' Reinhardt, Beatzarre, Djorkaeff | 2:55  |
| 12.          | Ende der Welt               | Becker, Benjamin Bistram, Elias Hadjeus                                                        | Antonia Rug, Abaz, X-plosive                   | 4:14  |
| 13.          | Elefant                     | Haefs, Scherer, Treuner, Stein, Becker                                                         | Djorkaeff, Beatzarre, Wim Treuner              | 2:53  |
| Gesamtlänge: | Gesamtlänge:                | Gesamtlänge:                                                                                   | Gesamtlänge:                                   | 41:21 |

| Nr. | Titel                               | Autor(en)                                                           | Produktion                            | Länge |
| --- | ----------------------------------- | ------------------------------------------------------------------- | ------------------------------------- | ----- |
| 14. | Beifahrersitz (mit Majan)           | Reinhardt, Marian Heim, Becker, Walter                              | Kalli                                 | 3:20  |
| 15. | Du tust es immer wieder             | Julian Schmit, Tobias Topic, Stein, Scherer, Treuner, Becker, Haefs | Topic                                 | 2:47  |
| 16. | Schwarz                             | Becker, Stein, Scherer, Haefs, Zuckowski, Treuner, Bednorz          | Pascal 'Kalli' Reinhardt              | 2:26  |
| 17. | Das Leben (Du warst schon immer so) | Haefs, Scherer, Zuckowski, Treuner, Stein, Becker                   | Pascal 'Kalli' Reinhardt, Björn Olson | 3:07  |

Neben Klavierversionen der Lieder Sie, Treppenhaus, Kaputt, Sylt 98, Deine Nummer, 7 Stunden, 110 (Prolog) und Ende der Welt befinden sich auf der zweiten CD der Deluxeversion folgende Titel:
| Nr. | Titel                                             | Autor(en)                                                                                        | Länge |
| --- | ------------------------------------------------- | ------------------------------------------------------------------------------------------------ | ----- |
| 1.  | Für immer – aus Sing meinen Song, Vol. 7          | Mathias Metten, Max Giesinger, Steffen Graef                                                     | 3:24  |
| 2.  | Feder im Wind – aus Sing meinen Song, Vol. 7      | MoTrip, Paul Neumann, Marek Pompetzki, Cecil Remmler, Sinchi Wichmann, Yanek Stärk, Vitor Soarez | 3:20  |
| 3.  | Walk In Your Shoes – aus Sing meinen Song, Vol. 7 | Scherer, Max Wolfgang, Nico Santos, Stein                                                        | 2:57  |
| 4.  | Ohne dich – aus Sing meinen Song, Vol. 7          | Christian Neander, Jan Neumann, Jan Plewka, Leo Schmidthals, Stephan Eggert                      | 3:30  |

## Tour
Die für den Herbst 2020 anlässlich der Veröffentlichung des Albums geplante Tour musste aufgrund der COVID-19-Pandemie auf den Herbst 2021 verschoben werden. Für den Sommer waren außerdem Open-Air-Konzerte geplant, welche zunächst ins Jahr 2021 verschoben werden mussten, die ersten neuen Termine bis ins Jahr 2022. Weitere 14 Open-Air-Termine konnten aber gespielt werden, größtenteils zusammen mit Luna.

## Rezeption

### Rezensionen
Die Rezensionen für Treppenhaus fielen durchwachsen aus.
Für Maximilian Schäffer von Laut.de klingt das Album „so als hätte man jeden Song der deutschen Top-20 der letzten fünf Jahre zusammengemischt, um ein möglichst steriles Nichterlebnis zu gestalten.“ Auch stören ihn die einfachen Reimstrukturen. Als Ergebnis vergibt er einen von 5 möglichen Punkten.
Viktor Fritzenkötter von Plattentests.de moniert, man lausche als Hörer „dem obsessiven Wiederholungszwang einer immer gleichen Dynamik, ohne Einsicht, ohne Witz, ohne Katharsis.“ Außerdem bemängelt er ebenfalls die konventionellen Produktionen und einfach gehaltene Sprache. Allerdings sieht er an einigen Stellen verschenktes Potenzial. Positiv wird etwa die Pianoballade Staub mit ihren „geisterhaften Stimmfetzen und verschlungenen Gesangsmelodien“ hervorgehoben. Auch rette die Stimme von Lea einige sonst zu steril geratene Lieder. Inhaltlich relativierten Zeilen wie „Das ist nicht das Ende der Welt / Nur das Ende von uns“ den sonst omnipräsenten, als narzisstisch beschriebenen Selbstbezug. Deswegen entscheidet er sich für eine Bewertung mit 4 von 10 möglichen Punkten.

### Charts und Chartplatzierungen
| ChartsChartplatzierungen | Höchstplatzierung | Wochen |
| ------------------------ | ----------------- | ------ |
| Deutschland (GfK)        | 5 (76 Wo.)        | 76     |
| Österreich (Ö3)          | 7 (23 Wo.)        | 23     |
| Schweiz (IFPI)           | 6 (19 Wo.)        | 19     |

| ChartsJahrescharts (2020) | Platzierung |
| ------------------------- | ----------- |
| Deutschland (GfK)         | 38          |

| ChartsJahrescharts (2021) | Platzierung |
| ------------------------- | ----------- |
| Deutschland (GfK)         | 45          |

### Auszeichnungen für Musikverkäufe
| Land/Region        | Auszeichnungen für Musikverkäufe (Land/Region, Auszeichnung, Verkäufe) | Verkäufe |
| ------------------ | ---------------------------------------------------------------------- | -------- |
| Deutschland (BVMI) | Gold                                                                   | 100.000  |
| Insgesamt          | 1× Gold ·                                                              | 100.000  |